# Мелешко Дмитро Вікторович
Дмитро Вікторович Мелешко (біл. Дзмітрый Віктаравіч Мялешка; 8 листопада 1982, м. Мінськ, СРСР) — білоруський хокеїст, правий нападник. Виступає за «Динамо» (Мінськ) у Континентальній хокейній лізі. 
Виступав за «Юність» (Мінськ), «Керамін» (Мінськ), «Салават Юлаєв» (Уфа), «Спартак» (Москва), «Сибір» (Новосибірськ), «Динамо» (Мінськ), «Шахтар» (Солігорськ).
У складі національної збірної Білорусі провів 79 матчів (17 голів, 19 передач); учасник зимових Олімпійських ігор 2010, учасник чемпіонатів світу 2005, 2006, 2007, 2008, 2009, 2010 і 2011. У складі молодіжної збірної Білорусі учасник чемпіонатів світу 2001 і 2002. У складі юніорської збірної Білорусі учасник чемпіонату світу 2000.
Досягнення
- Чемпіон СЄХЛ (2003, 2004)
- Чемпіон Білорусі (2002)
- Володар Кубка Білорусі (2002)
- Володар Кубка Шпенглера (2009).